# Xiannü Feng
Xiannü Feng (chinesisch 仙女峰 ‚Feengipfel‘) ist ein 35 m hoher Hügel an der Ingrid-Christensen-Küste des ostantarktischen Prinzessin-Elisabeth-Lands. Er ragt rund 300 m südlich der chinesischen Zhongshan-Station auf der Halbinsel Xiehe Bandao in den Larsemann Hills auf.
Chinesische Wissenschaftler benannten ihn 1989.